# 貝特·史坦菲爾德
貝特·史坦菲爾德（Bert Stansfield）是卡莱尔联及诺里奇城的前任足球主教練。
史坦菲爾德是卡萊爾聯及諾域治的第四任主教練，在1910年至1915年在任期間為諾域治負責248場比賽，後來在1926年又短暫返回诺里奇城執教，贏得78場比賽、95場敗，75場和。